# 蒂基帕亞 (聖克魯斯省)
蒂基帕亞是玻利維亞的城鎮，位於該國東南部，由聖克魯斯省負責管轄，距離首府聖克魯斯47公里，海拔高度584米，每年平均降雨量約950毫米，2009年人口1,942。
18°05′47″S 63°27′02″W / 18.0964°S 63.4506°W